# Fédération des conseils de parents d'élèves
Pour les articles homonymes, voir FCPE.
La Fédération des conseils de parents d'élèves (FCPE), avec la Fédération des parents d'élèves de l'enseignement public (PEEP), sont les deux fédérations de parents d'élèves des écoles publiques de France.
En 2023, la FCPE est la plus représentative de par son nombre d'adhérents et la première quant au nombre de voix obtenues aux élections des représentants des parents d'élèves.

## Historique

### Fondation en 1947
Peu après la Libération, sont apparus des « conseils de parents d'élèves » auprès des écoles primaires. Ces associations réunissaient en fait enseignants et parents adhérents en partant du principe que le but poursuivi par les uns et les autres était le même : l'épanouissement des élèves et la défense de l'école laïque malmenée par le régime de Vichy.
Sous l'influence d'Henri Aigueperse, secrétaire général du Syndicat national des instituteurs et d'Albert Bayet, président de la Ligue française de l'enseignement a ensuite été créée la « Fédération des conseils départementaux de parents d'élèves », datée officiellement du 23 avril 1947 puis reconnue d'utilité publique en 1951 et mouvement d'éducation populaire en 1982.

### Implantation dans le second degré après 1959
Après le vote de la loi Debré en 1959, qui accordait d'importants moyens financiers publics aux écoles privées, la fédération décide de s'implanter aussi dans le second degré où existaient déjà quatre ou cinq fédérations dont la Fédération des lycées et collèges qui deviendra par la suite la PEEP. La FCPE y devient rapidement majoritaire[réf. souhaitée]. Mais jusqu’à la fin des années 1960, les parents étaient peu associés aux activités scolaires.

### Représentation des parents après 1968
Dès 1968, les fédérations de parents d’élèves sont admises pour les représenter aux conseils d’administration des lycées et collèges et à partir de 1975, elles sont également représentées dans des conseils d’école, à l'assise et la représentation élargie. Après l'instauration de ces nouveaux conseils d'école, une génération d'adhérents de la FCPE a très vite prôné le participationnisme et la pédagogie différenciée mais ses représentants issus des classes populaires n'ont pas suivi cette évolution et se sont fait plus rares. De 204 532 adhérents en 1951, la FCPE passe en 1960 à 752 132 adhérents avant d’atteindre un million d'adhérents à la fin des années 1960, puis son apogée en 1971 avec 1,2 million d’adhérents, chiffre qui reste à peu près stable sur les années 1970 mais avec un début de tassement sur leur fin.
Parallèlement, la FCPE, bien qu'issue d'un syndicat d'enseignants et liée à la galaxie d'organisations apparentées, tente de s'en détacher, au moins sur le plan formel. À partir de 1971, la Fédération de l'Éducation nationale et ses syndicats ainsi que les organisations comme le Comité national d'action laïque, dont elle est membre, n'ont plus voix délibérative au conseil d'administration: la FCPE décide de supprimer leur statut de "membres de droit", mais reste proche de ces deux syndicats étudiants au cours des années 1970, attitude qui lui sera reprochée en interne en 1980, au point d'être l'une des raisons d'une succession anticipée à la présidence de la FCPE. En 1980, ces syndicats n'en sont plus membres.
Au cours des années 1970, une partie des représentants de parents d’élèves a en effet jugé problématiques les liens entre la FCPE et les syndicats enseignants comme le Syndicat national des instituteurs (SNI), qui est particulièrement visé, mais c'est seulement à partir de 1980 que les syndicalistes ne sont plus systématiquement invités aux conseils d’administration de la FCPE en tant qu'invités sans voix. Cette évolution va de pair avec celle des positions sur la laïcité.
En septembre 1978, la FCPE signe encore un texte commun avec le Syndicat national des instituteurs (SNI), déclarant que les associations représentant les parents s'interdisent « d'intervenir dans tout ce qui relève de la fonction spécifique des membres de l'équipe pédagogique » mais dès 1977 son dirigeant Jean Cornec est critiqué au sein des modérés du Parti socialiste lorsqu'il lance des diatribes contre l'école privée catholique à Albi.

### Jean Andrieu succède à Jean Cornec en 1980
Alors que la loi a voulu favoriser la participation des parents d'élèves au milieu des années 1980, la FCPE l'a précédée en prenant son autonomie dès le début de la décennie. En 1980, la FCPE est confrontée à une baisse de la participation électorale dans le secondaire, et effectue sa première déclaration commune avec la CFDT. C'est dans ce contexte qu'au printemps 1980, Jean Andrieu succède à Jean Cornec à la tête de la FCPE, en tant que vice-président et dauphin indiscuté tandis qu'à la fédération concurrente, Jean-Marie Schleret succède exactement au même moment à Antoine Lagarde. Responsable du Lot-et-Garonne, arrivé à la direction nationale en 1972, Jean Andrieu était vice-président depuis 1977. 
Plusieurs membres de la direction nationale ont insisté pour convaincre Jean Cornec, le "président historique", de partir un an avant la fin de son mandat, sur fond de critiques reprochant à la FCPE une complicité excessive envers la Fédération de l'Éducation nationale syndicat proche du Parti socialiste, mais aussi son anticléricalisme virulent, et un recrutement social peu important en milieu ouvrier car trop centré sur les classes moyennes. On observe ainsi seulement 5 % d'ouvriers parmi les délégués, beaucoup moins que les cadres moyens (13,05 %), ou encore les enseignants et autres fonctionnaires (20 %). Lors du congrès, les relations se tendent entre socialistes et communistes. Une trentaine de départements se prononcent pour l'abrogation des stages en entreprise, prônée par la minorité communiste, et obtiennent 42,45 % des mandats. 
Malgré la présence d'encore 850 000 adhérents en 1982 leur nombre s'effondre lors de la décennie des années 1980. Il revient à environ 330 000 adhérents en 1991 et 290 000 seulement en 1994 . Ce déclin du « modèle militant » s'effectue, au plan qualitatif, avec une évolution vers le modèle des parents « consommateurs d’école » et plus interventionnistes sur le contenu enseigné. Il s'accélère en particulier avec le « tournant idéologique » de 1984. Le retrait du projet de loi Savary consécutif aux grandes manifestations en faveur de l’enseignement privé, qui culminent avec le rassemblement du 24 juin 1984 à Paris sont perçues comme « une défaite des organisations laïques » . Un sondage réalisé au même moment montre que 55 % des Français voient dans la loi Savary  une atteinte aux libertés individuelles et que 85 % d’entre eux se disent favorables à la possibilité de choisir l’école de leurs enfants, privée ou publique. En 1985, Jean Andrieu prend acte de l'échec des organisations laïques : il exhorte ses adhérents à faire preuve d’ouverture et de dialogue après « l’électrochoc de 1984 ». Quatre ans après, la loi de 1989 précise pour les parents élus que  « la participation à la vie scolaire et le dialogue avec les enseignants et les autres personnels sont assurés dans chaque école et dans chaque établissement ».

### Crise du début des années 1990
Moins de dix ans après, alors que la chute des effectifs pèse sur les finances de la FCPE, la question laïque revient avec la loi Bourg-Broc autorisant le financement des investissements de l'enseignement privé, une proposition de loi, effectuée fin 1993 pour réformer la loi Falloux, qui sera ensuite en partie annulée par le Conseil constitutionnel. La FCPE est ainsi aux premières loges dans la mobilisation laïque quand un "collectif du 16 janvier" 1994 émerge après une grande manifestation parisienne pour la laïcité. Ses dirigeants prennent la tête du Comité national d'action laïque (CNAL). Un peu plus tard en 1994, à la rentrée, pour la première fois de son histoire, la FCPE change de "patron" entre deux congrès, après que son président Jacques Dufresne ait été contraint de mener une « sérieuse remise en ordre à l'intérieur de la fédération en proie à de très graves difficultés financières ». Jacques Dufresne avait succédé à Jean-Pierre Mailles en juin 1991. Après sa démission " pour raisons familiales " en 1994, il est remplacé par Bernard Borecki. Les problèmes financiers viennent du lancement par la FCPE de sa propre assurance-élèves qui concurrence directement l'acteur existant sur ce marché, la MAE. Dans un mouvement qui avait commencé deux décennies plus tôt, le changement de direction à la tête de la FCPE la rapproche encore plus du syndicat enseignant SGEN-CFDT, qui a alors encore le vent en poupe, sur fond de difficultés de la FEN, confrontée à la création de la FSU. L'équipe dirigeante de la FCPE va ensuite rester rocardienne et proche de la CFDT.
L'assurance scolaire autonome avait été lancée par la FCPE en 1989, avec un accord préalable donné par la Ligue de l'enseignement, mais pose problème après seulement deux ans. Dès le congrès de Bourges, en 1991, la direction de la FCPE, menée par Jean-Pierre Mailles, avait reconnu un gouffre financier, causé aussi par la baisse du nombre d'adhérents, nécessitant d'emprunter 16 millions de francs, ce qui avait obligé à nommer un contrôleur de gestion. Le prêt représentait près des trois quarts de son budget, afin de combler les 10 millions de déficit cumulés en deux ans par l'association FCPE-solidarité, chargée de gérer l'assurance élève lancée en 1989. La concurrente de cette dernière, la Mutuelle accidents élèves (MAE), accepte de donner sa garantie pour le prêt renflouant la FCPE. Une souscription auprès des adhérents pour éponger partiellement les dettes, lancée en 1990, recueille moins de 60 000 francs. 
La FCPE n'a plus que 290 000 adhérents, une fonte de plus des deux-tiers en une décennie, alors que la PEEP, sa grande rivale, affiche au contraire 430 000 adhérents. La FCPE doit aussi faire face, à la fin des années 1980 au rôle grandissant des associations de parents d'élèves indépendantes. C'est l'époque où un courant, « encore minoritaire mais structuré » tente peu à peu de bouleverser, au sein de la FCPE le traditionnel équilibre interne entre la tendance socialiste (majoritaire) et la tendance communiste. Il dénonce la trop grande soumission au gouvernement Rocard . Résultat, les parents d'une quinzaine de départements mettent en avant leur droit à la différence au sein de la FCPE. Parallèlement, dans les écoles, la loi Jospin fait des déçus, car la représentation inégale des différentes catégories d'acteurs élus limite les possibilités d'action des parents. La légitimité des enseignants, de plus en plus remise en cause par les parents, souffre au cours des années suivantes de nostalgie du « maître d’école » de jadis, et de l'aspiration parfois jugée contradictoire entre « une grande et belle École pour la France » et « une petite école sur mesure » pour ses propres enfants.

### Crise de 2015
En mai 2015, fait exceptionnel depuis vingt ans, le rapport d'activité de la FCPE n'est pas adopté. Paul Raoult, le président sortant n'est pas réélu. Cette situation est analysée par la presse comme le résultat du soutien affiché de l'équipe dirigeante « à la controversée réforme du collège » portée par la ministre de l'Éducation nationale Najat Vallaud-Belkacem.
En plein mouvement des "Gilets jaunes", des lycéens manifestent dans plusieurs villes de France et certains subissent des tirs de flashball, en particulier dans le Val de Marne. La FCPE révèle qu'une vingtaine de mineurs interpellés « rien qu'à Créteil sont allés faire constater aux urgences les coups » reçus, après avoir été interrogés par le juge des enfants . La fédération réclame dans la foulée une enquête de la Justice.
En septembre 2019, la campagne pour les élections des conseils de parents d’élèves d'octobre est marquée par une photo montrant une femme voilée participant à une sortie scolaire, accompagnée d'un slogan "Oui, je vais en sortie scolaire, et alors ?". Dès son lancement, « le standard de la FCPE a explosé », selon Le Monde. La campagne est vertement critiquée par le ministre Jean-Michel Blanquer, et contestée par de rares CDPE. En effet, la FCPE a toujours revendiqué son soutien à la loi : le Conseil d’Etat confirme que les parents accompagnateurs ne sont pas soumis au principe de neutralité. Ils n’exercent pas la mission de service public de l’éducation comme le font les enseignants. Cette polémique n'a pas modifié le score de la FCPE à ces élections, selon les résultats publiés le 5 novembre et l'opposition de certaines fédérations ne s'est pas étendue.

### Santé, guide de la laïcité et tenues scolaires, au congrès 2020
Pour venir en aide à ses adhérents lors du confinement, la FCPE ouvre son site aux parents afin qu'ils puissent échanger sur leurs problématiques et leurs solutions. La FCPE réclame dès le mois de février que les élèves puissent être testés. Elle critique, par la voix de son coprésident Rodrigo Arenas,le gouvernement qui n'a pas mis les moyens suffisants pour permettre l'application des gestes barrières à l'école. Après le confinement décidé au début du printemps 2020 pour freiner l'épidémie de coronavirus puis le déconfinement de l'été, la FCPE alerte sur les risques de mauvaise préparation, à l’approche de la rentrée scolaire.

### Réseaux sociaux et islamisme, l'attentat de 2020
L'attentat de Conflans-Sainte-Honorine, commis le 16 octobre 2020, a révélé la fragilité de la communauté scolaire face à l'islamisme et aux réseaux sociaux. Le coprésident national de la FCPE, Rodrigo Arenas, et une parente du collège, Corinne Grootaert, présidente départementale de la FCPE, avaient alerté une semaine avant. La direction de la FCPE a « reçu par différents parents en régions » la vidéo d'un père d'élève appelant à la haine contre le professeur Samuel Paty, assassiné ensuite,. Selon l'Agence Reuters, Rodrigo Arenas, inquiet de ce père extrêmement énervé, avait alerté le 9 octobre la mairie de Conflans-Sainte-Honorine, qui lui a répondu qu'elle a prévenu l'Éducation nationale.
Le parent d'élève qui a diffusé cette vidéo sur les réseaux sociaux appelant au renvoi de Samuel Paty, avait directement contacté la FCPE du collège au moment de ses premières vidéos, une semaine avant l'attentat. Corinne Grootaert, présidente de la FCPE des Yvelines, et elle-même parente d'élève dans ce collège, affirme qu'après avoir comparé la version du parent et celle de l'établissement et du professeur, et estimé que les propos tenus étaient des propos graves, avoir indiqué « que la meilleure chose était de pouvoir en référer à la justice et de porter plainte parce que ce n'était plus de notre ressort ».
Au même moment, Cécile Ribet-Retel, présidente locale de la PEEP, a dénoncé le rôle des réseaux sociaux et souligné que les enseignants de ce collège « étaient soudés autour de Samuel Paty, qu'ils appréciaient beaucoup » et que « tous l'ont soutenu en disant que son cours était parfait ». Selon un reportage de Marie-Estelle Pech, journaliste éducation du Figaro, de nombreuses personnes du collège, enseignants et collégiens, ont massivement signalé cette vidéo aux réseaux sociaux (dont Facebook), mais sans obtenir son retrait : elle sera vue 27 000 fois, l'impact sur les réseaux sociaux s'accélérant avant l'assassinat.
Le lendemain de l'attentat, Alixe Rivière, vice-présidente de la FCPE de la Seine-Saint-Denis, déclare à France Télévisions, qu'elle « reste très perplexe sur le fait que Facebook ne soit pas plus vigilant sur sa modération, qu’il n’y ait pas plus de pression des pouvoirs publics ». Rodrigo Arenas estime que les plateformes hébergeant les contenus internet « devraient être contraintes d'intervenir, de fermer le compte, signaler l'infraction afin que l'auteur du contenu délictueux soit identifié et condamné » et appelle à « se dresser face à l’obscurantisme ».
En juillet 2021, au congrès de la FCPE, en reliant l'assassinat de Samuel Paty avec la dénonciation d'un enseignement « agressif » de la laïcité à l'école, la co-présidente de la Fédération des conseils de parents d'élèves, Carla Dugault, alimente de nouveau les tensions qui, selon Le Figaro, traversent la FCPE sur les questions religieuses.

## Organisation
Elle regroupe des associations départementales, les conseils départementaux de parents d'élèves ainsi que des sections implantées dans les établissements scolaires français à l'étranger. La structure de base est le conseil local de parents d'élèves qui réunit les adhérents d'un établissement ou d'un groupe d'établissements proches.
En 2020, peu avant son congrès, la FCPE revendiquait environ 300 000 adhérents.
La FCPE revendiquait en 2005 :
- 50 448 parents d'élèves élus aux conseils d'école et aux conseils d'administration ;
- 6 000 conseils locaux ;
- 102 associations départementales et extra-métropolitaines et des représentants dans les établissements français à l'étranger.

La FCPE est dotée d'un conseil d'administration de 24 membres et d'un bureau de 8 membres.
Dans le système représentatif français, elle envoie ses représentants et est régulièrement consultée dans toutes les instances où les parents ont voix au chapitre (conseil d'école, d'administration, conseil de classe, conseil départemental de l'Éducation nationale, Conseil supérieur de l'éducation, commissions spécialisées et groupes de travail, etc.) et ses mandataires dialoguent avec les chefs d'établissement, les recteurs d'académie, le ministère de l'éducation nationale, les élus, les syndicats, etc.

## Représentativité
Comme les autres associations de parents, la FCPE présente des candidats aux élections scolaires qui ont lieu en octobre, au début de chaque année scolaire, celle des représentants des parents aux conseils d'administration des lycées et collèges, aux conseils d'écoles de l'enseignement primaire, et pour lesquelles le ministère de l'Education nationale centralise les résultats. Environ six millions de parents y participent chaque année. Dans le primaire, la participation est plus forte, avec un scrutin dominé par la présence de très nombreuses listes de parents non constituées en association.
Lors de l'année scolaire 2012-2013, la FCPE avait obtenu 48,08 % des sièges dans les lycées et collèges contre 10,46 % à la PEEP et 17,12 % dans l'enseignement primaire contre 2,43 % à la PEEP.
Lors de l'année scolaire 2018-2019, elle avait obtenu 38,14 % des sièges dans les lycées et collèges, contre 8,69 % à la PEEP et 11,32 % dans l'enseignement primaire, contre 1,87 % à la PEEP. Le taux de participation s’est élevé à 47,36 % dans le premier degré et à 21,97 % dans le second degré.
Lors de l'année scolaire 2019-2020, elle a obtenu 40,08 % des sièges dans les lycées et collèges, contre 10,6 % à la PEEP  et 11% dans l'enseignement primaire, contre 2,01 % à la PEEP. Le taux de participation s’est élevé à 48,15 % dans le premier degré (plus de 4,4 millions de votants) et à 21,30 % dans le second degré (plus de 1,7 million), en légère hausse pour le premier et légère baisse pour le second.
Au Conseil supérieur de l'éducation, elle détient 8 sièges sur les 9 réservés aux représentants des parents d'élèves de l'enseignement public.

## Valeurs
Bien que non engagée politiquement et revendiquant son indépendance partisane, la FCPE est fréquemment catégorisée comme proche des idées de gauche ou encore proche du Parti socialiste et du Parti communiste français contrairement à la PEEP, plutôt proche des idées de droite et des Républicains.

## Polémiques

### Crises internes
La FCPE, où se côtoient divers courants de gauche, n’a jamais connu de scission depuis sa création en 1947, mais de 2013 à 2015, l'association traverse une crise interne qualifiée de « crise d'organisation et de manque de démocratie »,.
Dès 2013, Jean-Jacques Hazan, président depuis cinq ans, se voit reprocher[Par qui ?] son « suivisme » envers le gouvernement et son soutien affiché à la réforme des rythmes scolaires. La critique concerne en particulier les votes de la FCPE au Conseil supérieur de l’éducation, consulté lors des projets de loi. Les syndicats enseignants peuvent bien, dans leur écrasante majorité, y refuser les réformes Vallaud-Belkacem, ils ne pèsent pas lourd dans cette "techno-structure", où la FCPE a tendance à voter systématiquement avec le gouvernement, résumera deux ans plus tard, dans Le Point, l'enseignant et essayiste français Jean-Paul Brighelli, connu pour ses critiques du système éducatif français.
À la présidence de la FCPE, Jean-Jacques Hazan cède sa place en 2015 à Paul Raoult, qui a manifesté lui aussi un « soutien très appuyé à la réforme du collège » menée par Najat Vallaud-Belkacem, est désavoué,. Lors du 69e congrès le 24 mai à Reims, le rapport d’activité présenté par la direction nationale est rejeté : il recueille seulement 41 % de votes positifs, avec 48 % de votes contre et 11 % d’abstentions, tandis que Paul Raoult, pourtant rééligible, n’est pas réélu comme administrateur, une première depuis 1947. Paul Raoult « dément formellement » que ce soit lié à la réforme du collège et évoque « un problème de gouvernance interne ». Selon lui, Najat Vallaud-Belkacem, a au contraire été ovationnée au congrès. Cependant, entre 30 et 50 conseils départementaux de la FCPE se seraient déclarés hostiles à cette réforme, selon Sébastien Léger, président de la FCPE de Seine-Maritime. Selon la presse, les militants ont aussi mal reçu l'engagement politico-électoral de leur association, avec un communiqué de la FCPE entre les deux tours des élections départementales appelant voter contre le Front national.
Rodrigo Arenas, secrétaire général adjoint de la FCPE, constate alors que ce vote du congrès "manifeste un mécontentement sur la façon dont notre fédération est gérée actuellement", tandis que Paul Raoult reconnait que "Les adhérents demandent visiblement plus de démocratie participative". Le 21 novembre 2018, le successeur de Paul Raoult démissionne, avec l'ensemble du bureau, pour être remplacé par deux co-présidents.
En 2016, cinq administrateurs de la FCPE du Pas-de-Calais sont suspendus par l'association. Une polémique s'engage entre une partie des adhérents et la présidente de cette fédération départementale.. En 2018, la plainte déposée pour abus de confiance contre la présidente de la FCPE de l'Essonne, co-présidente de l'association est classée sans suite.

### Accusations de Bouvet et Blanquer en 2019 et Obin en 2020
À partir du 22 septembre 2019, la FCPE est confrontée à une autre polémique, lancée par Laurent Bouvet, fondateur du Printemps républicain et membre du Conseil des sages de la laïcité, institué par le ministre de l'Éducation nationale Jean-Michel Blanquer, puis le ministre lui-même. La polémique démarre l'avant-veille du séminaire sur la laïcité consacrée à la coordination des équipes académiques "Valeurs de la République", organisé par le ministère au lycée Louis-le-Grand, à Paris et vise un tract et une affiche montrant une femme voilée participant à une sortie scolaire. C'est l'une des 5 déclinaisons, intitulée #SeRespecter , de la campagne pour les élections aux conseils de parents d'élèves des 10 et 11 octobre, envoyées en interne par la FCPE à toutes ses sections départementales à la fin août, en laissant chacune choisir laquelle des 5 est la plus adaptée à son département.
Les 4 autres portent sur la cantine scolaire, la gratuité de l’école, le harcèlement scolaire, et le nombre d’élèves par classe. « Oui, je vais en sortie scolaire, et alors ? », est-il écrit sous la photo, à côté de la mention « la laïcité, c’est accueillir tous les parents sans exception ». La loi du 17 mars 2004 avait interdit les signes religieux ostensibles (foulard, kippa etc.) à l’école publique. Puis, en 2012, une circulaire du ministre de l’Éducation Luc Chatel a demandé d'éviter le port de signe religieux ostentatoire pour les mères accompagnatrices des sorties scolaires, mais en 2013, le Conseil d’État a  ensuite estimé que ces accompagnatrices ne sont pas soumises aux « exigences de neutralité religieuse ».
Dans l'après-midi du dimanche 22 septembre 2019, Laurent Bouvet  publie sur les réseaux sociaux des images parodiant l'affiche de la FCPE, sur laquelle la femme voilée est remplacée par deux djihadistes, puis d'autres photomontages ironiques dans la soirée. Quelques centaines d’internautes demandent le lendemain sa démission du "Conseil des sages de la laïcité" ou son désaveu par le ministre de tutelle. Parmi eux, un conseiller municipal de Saint-Denis, Madjid Messaoudene, lui-même controversé depuis plusieurs années pour ses messages sur les réseaux sociaux.
Joint par L’Obs dans la soirée, le président de la FCPE, Rodrigo Arenas, refuse de réagir à la polémique  et intervient auprès du cabinet de Jean-Michel Blanquer  en estimant que seule la photo des deux terroristes barbus à la place de la maman voilée ne lui « paraît pas acceptable », tandis que Laurent Bouvet supprime sa caricature, mais maintient sa position, en plaidant « l’esprit Charlie ».
Le lendemain matin, mardi 24 septembre, le ministre de l'Éducation nationale Jean-Michel Blanquer critique l'affiche de la FCPE. Selon lui, cette campagne commet une erreur, car elle flatterait le communautarisme,.
La polémique continue sur les réseaux sociaux. Le sénateur communiste du Val-de-Marne Pascal Savoldelli interpelle par une question écrite le gouvernement. La FCPE considère que la polémique est instrumentalisée par des réseaux d’extrême droite pour influer sur les élections aux conseils de parents d'élèves. Laurent Bouvet lui répond qu'elle «renie 50 ans de combats pour la laïcité pour des raisons électorales».
« Comment peut-il s'amuser à ça alors qu'il est censé pacifier la société ? », s'indigne Rodrigo Arenas, le coprésident de la FCPE, en annonçant le 24 septembre que sa fédération porte plainte contre lui pour incitation à la haine, , ,. Finalement, la section Corse-du-Sud de la FCPE publie un communiqué se désolidarisant de l'affiche et la direction de la FCPE reconnaissait que d'autres départements font part en effet de leur gêne. Lors des élections aux conseils des parents d'élèves des 10 et 11 octobre, le score de la FCPE reste globalement inchangé.
Camille Victor et Alice Pairo-Vasseur du Point considèrent qu'il « serait inexact de considérer que la FCPE serait unanimement complaisante avec les islamistes, même s'il faut tout de même relever que le nom de la FCPE s'est retrouvé à de multiples reprises associé à des personnalités ou événements qui mettent à mal son engagement laïque historique, et ce, depuis plusieurs années. ».

#### Procès contre Jean-Pierre Obin
Des accusations semblables sont portées dans un livre publié en 2020 par l'ex-inspecteur général de l'Education nationale Jean-Pierre Obin qui accuse plusieurs organisations de gauche LDH , UNEF et la FCPE d'être entrées dans l'orbite « islamo-gauchiste » à la faveur de la prise de pouvoir de militants d'extrême gauches épaulés par « l'entrisme » d'activistes proches des Frères musulmans.
Rodrigo Arenas considère que Jean-Pierre Obin « ment » et décide de porter plainte pour diffamation. Ce dernier reçoit lors de ce procès, le soutien de l'ancien Premier ministre Manuel Valls et du journaliste spécialiste des questions sur les extrémismes religieux, Mohamed Sifaoui. Le 4 février 2021, Jean-Pierre Obin est relaxé.

## Liste des présidents
| Nom                              | Mandat                          | Commentaire                                                                                   |
| -------------------------------- | ------------------------------- | --------------------------------------------------------------------------------------------- |
| André Chauvet                    | 1947-1949                       |                                                                                               |
| Roger Labrusse                   | 1949-1954                       |                                                                                               |
| Maurice Malbos                   | 1954-1956                       |                                                                                               |
| Jean Cornec                      | 1956-1980                       | L'exceptionnelle durée de cette présidence a longtemps fait nommer la FCPE Fédération Cornec. |
| Jean Andrieu                     | 1980-1986                       | Instituteur, puis conseiller pédagogique, membre du CES de 1984 à 1994.                       |
| Jean-Pierre Mailles              | 1986-1992                       | Militant UNSA Éducation (ex-FEN), maître de conférence à Paris I.                             |
| Jacques Dufresne                 | 1992-1994                       |                                                                                               |
| Bernard Borecki                  | 1994-1996                       | Magistrat.                                                                                    |
| Georges Dupon-Lahitte            | 1996-2006                       | Enseignant-chercheur, membre du CESR d'Aquitaine.                                             |
| Faride Hamana                    | 2006-2008                       | Professeur de sciences économiques et sociales dans l'enseignement agricole.                  |
| Jean-Jacques Hazan               | 2008-2013                       | Cadre dans une collectivité locale.                                                           |
| Paul Raoult                      | 2013-2015                       | Cadre dans une collectivité territoriale.                                                     |
| Liliana Moyano                   | 2015-2018                       | Artiste dramatique, metteur en scène pour le théâtre de marionnettes                          |
| Raymond Artis                    | 2018-2018                       | Courtier en assurances                                                                        |
| Carla Dugault ; Rodrigo Arenas   | 2018-2021                       | Cadre dans la fonction publique territoriale, conseiller en communication                     |
| Carla Dugault ; Nageate Belahcen | 2021-2022                       | Cadre de la fonction publique territoriale, directrice générale adjointe associative          |
| Eric Labastie                    | octobre 2022                    |                                                                                               |
| Magalie Icher                    | 2022- démission 28 janvier 2023 |                                                                                               |
| Grégoire Ensel                   | février 2023                    |                                                                                               |
| Abdelkrim Mesbahi                | juin 2024- aujourd'hui          |                                                                                               |

## Subventions
En 2012, la FCPE reçoit une subvention de 333 000 euros du ministère de l'Éducation nationale. En 2013, cette subvention est portée à 480 000 euros. Selon le ministre Vincent Peillon, cette augmentation de subvention correspond à un « rattrapage » par rapport au précédent quinquennat.
Le magazine d'actualité d'opinion hebdomadaire Valeurs actuelles, classé à droite ou à l'extrême droite de l'échiquier politique, fait le lien entre le changement d'attitude de la FCPE vis-à-vis de la réforme des rythmes scolaires et la subvention supplémentaire accordée par Vincent Peillon.

## Sources principales

### Articles scientifiques ou de synthèse
- Une partie inégale. Les interventions publiques des parents d'élèves par Yves Dutercq, dans Politix. Revue des sciences sociales du politique en 1995[9].
- Éducateurs et parents, alliés intermittents, par Jacqueline Costa-Lascoux, dans la revue Après-demain 200[3].
- Les associations de parents d’élèves en France : approche socio-historique et mutations idéologiques par Philippe Gombert dans la Revue française de pédagogie en  janvier-mars 2008[4]
- Le congrès de la Fédération des conseils de parents d'élèves La FCPE en mal d'adhérents par Jean-Michel Dumay, le 10 juin 1992 dans Le Monde[6].
- Jean Andrieu succède à M. Cornec à la tête de la Fédération des conseils de parents d'élèves par Edwy Plenel, le 28 mai 1980 dans Le Monde[7].

#### Cadre d'intervention
- Associations de parents d'élèves
- Conseils d'école
- Conseils d'administration
- Conseils de classe

#### Autres fédérations de parents
- Fédération des parents d'élèves de l'enseignement public (PEEP)
- Union nationale des associations autonomes de parents d'élèves (UNAAPE)
- Association des parents d'élèves de l'enseignement libre (APEL)